# Integralismus
Integralismus nebo integrismus (z lat. integratio, scelení) je označení různých extrémně konzervativních politických a náboženských ideologií usilujících o národní nebo náboženskou jednotu a odporujících pluralismu. Název razil francouzský nacionalistický myslitel a politik Charles Maurras, vůdce krajně pravicového hnutí Action Française.
Dnes se slovo nejčastěji vyskytuje ve spojení s katolickým integralismem. Tento směr v katolicismu vznikl v jižní Evropě v 19. století, odmítá modernu (pluralismus, liberalismus, demokracii atd.) včetně modernizačních změn vlastní církve a požaduje, aby náboženství bylo nadřazené politice. Jedná se tak o součást širšího proudu katolického tradicionalismu. Integralistický ideál, autoritativní stát s katolickým státním náboženstvím, jehož vládci se v otázkách mravů a kultury řídí pokyny papežů a biskupů, byl do jisté míry uskutečněn ve Francově Španělsku a Salazarově Portugalsku.